# Villiers-en-Bois
Villiers-en-Bois è un comune francese di 158 abitanti situato nel dipartimento delle Deux-Sèvres nella regione della Nuova Aquitania.

## Società

### Evoluzione demografica
Abitanti censiti